# Mauricio Javier Rojas Toro
Mauricio Javier Rojas Toro (Quilpué, 30 marzo 1978) è un calciatore cileno, centrocampista della Unión Temuco. Medaglia di bronzo alle Olimpiadi di Sydney 2000 con la Nazionale cilena.

## Palmarès

### Club

#### Competizioni nazionali
- Primera División (Cile): 1 :

Santiago Wanderers

### Nazionale
- Bronzo olimpico: 1

Sydney 2000